# خارج (کتاب)
«خارج» (انگلیسی: Out) یک کتاب از ناتسوئو کرینو است. عنوان کتابی است در قالب رمان جنایی، معمایی و هیجان‌انگیز از نویسنده مشهور ژاپنی ناتسوئو کرینو که در سال ۲۰۴۴ به زبان انگلیسی ترجمه و چاپ گردید.